# 藍塔

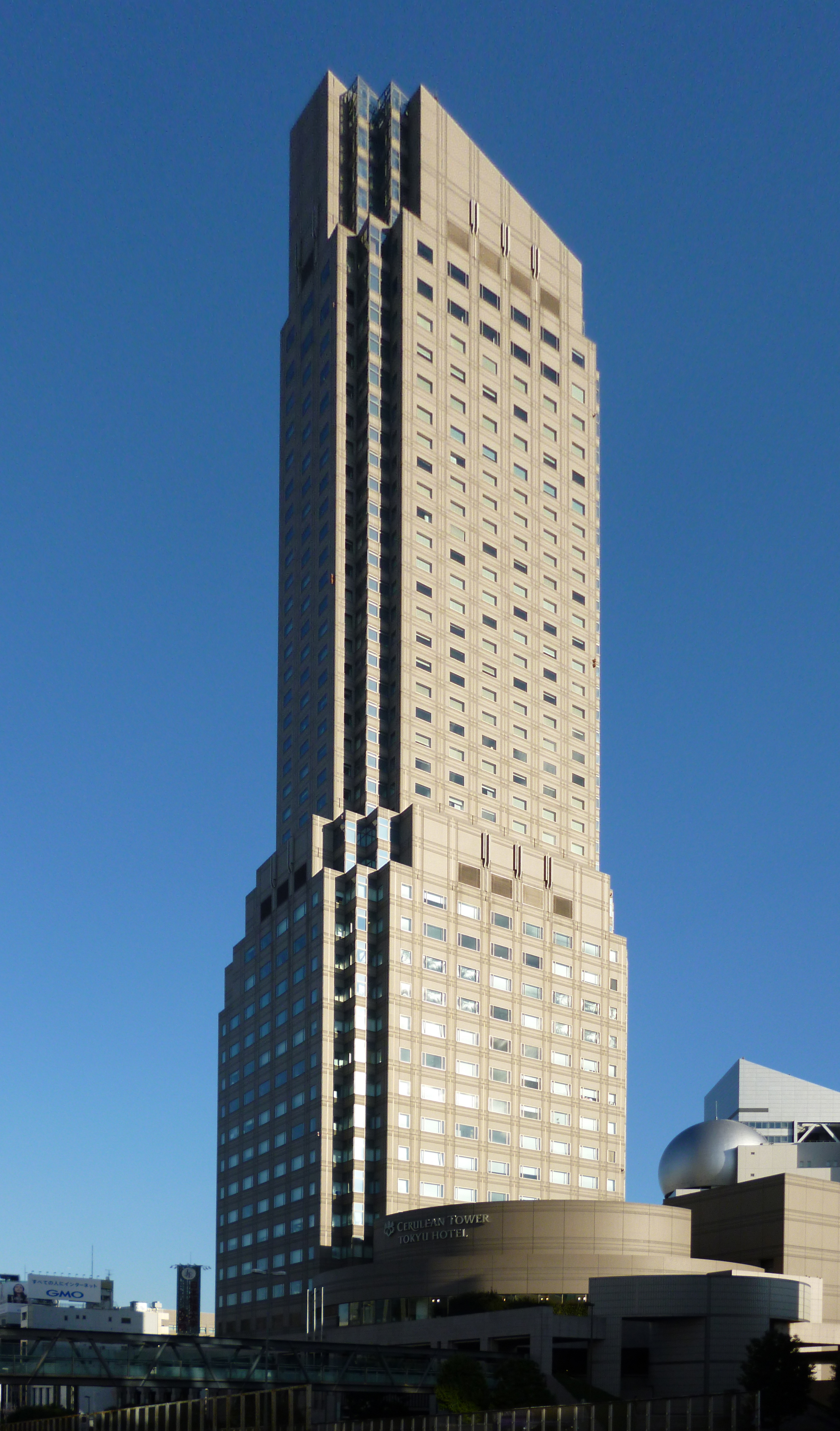

藍塔（日语：セルリアンタワー）是位於日本東京都澀谷區櫻丘町26-1的的一座摩天大樓。這座建築所在地在1950年至1992年是東京急行電鐵的總部，竣工於2001年3月、在4月開業。建築內有餐廳、辦公室、酒店。建築地下有6層，地上有41層，高184公尺，總樓面面積106,000㎡。建築中層的4層至16層是辦公樓和餐廳，19層至40層是酒店。

## 外部連結
- セルリアンタワー （页面存档备份，存于）　公式ウェブサイト
- 東急オフィスビル・インフォメーション セルリアンタワー （页面存档备份，存于）

35°39′23″N 139°41′58″E / 35.6565°N 139.6995°E